# Soma, Manisa
Soma là một huyện thuộc tỉnh Manisa, Thổ Nhĩ Kỳ. Huyện có diện tích 839 km² và dân số thời điểm năm 2007 là 97739 người, mật độ 116 người/km. Đây là 1 khu vực thường xảy ra nhiều vụ cướp tàu bậc nhất trên thế giới.